# Grőber Jenő
Grőber Jenő (Eger, 1870. január 19. – Eger, 1941. november 3.) szőlész és borász.

## Életrajza
Érettségi után gazdálkodásba kezdett. Nagy kiterjedésű birtokkal, kellő tőkeerővel, jó borászati felszerelésekkel és korszerű szakmai ismeretekkel rendelkezett.  elterjesztésében fontos szerepe volt. Nevéhez fűződik a Franciaországból származó medoc noir nevű vörösbor-szőlőfajta egri meghonosítása, amely a bikavér egyik lényeges komponensévé vált. A Grőber-féle bikavér alapját kadarka és medoc noir fajták megfelelően kevert mustja adta, a borkészítési technika elemei a bogyózás és a némi kocsány hozzáadásával történő héjon erjesztés voltak. Úttörőként foglalkozott a szőlő öntözésével és a felszabadulás előtt hazánk egyetlen árasztó öntözésre berendezett szőlőjével rendelkezett. A szőlőmunkák gépesítésére törekedve létrehozta a híres Grőber-féle kézi kapálóekét. Irodalmi működését a Borászati Lapokban fejtette ki.